# Gindrahuis
Het Gindrahuis  in de Noord-Brabantse plaats Bladel is een bouwwerk uit 1895, gebouwd in opdracht van kunstschilder Joseph Gindra. Het woonhuis bevat een groot atelier en heeft van oorsprong een inwendig koetshuis. De kunstschilders Joseph Gindra en Victor de Buck hebben hier gewoond en gewerkt. De woning bestaat uit drie bouwlagen van rode baksteen en heeft een mansardedak van kruispannen. Opvallend zijn de vijf doorgetrokken lisenen als het tegelwerk op de borstweringen en het fries. De woning is van belang vanwege de architectonische gaafheid van het exterieur en de typologische zeldzaamheid.

## Spookhuis
Het Gindrahuis staat in Bladel bekend als het spookhuis. Nadat Joseph Gindra in financiële problemen kwam, verkocht hij het pand in 1913 aan zijn vriend en huurder Victor de Buck. De familie Gindra huurde vervolgens een deel van het pand. De Buck verdween echter spoorloos, waarna het pand verkocht werd aan Gindra, die over de bezittingen van de Buck kon beschikken. Na de Tweede Wereldoorlog werden door een tuinman menselijke botten gevonden. Volgens de Bladelse overlevering heeft Gindra zijn vriend vermoord en in de tuin begraven. Vanwege deze daad zou zijn geest geen rust vinden en nog altijd door het huis dwalen.

## Bewoning
Na de dood van Joseph Gindra bleef zijn dochter in het pand wonen. Zij verhuurde een aantal kamers, waarbij de huur voldaan kon worden door de tuin te onderhouden. Na haar dood in 1977 werd het pand eigendom van de gemeente Bladel. In 1978 kocht architect Jac Duijf een deel van het pand aan en in 1981 de rest. Sinds 2017 is het pand in twee woningen gesplitst en in het bezit van horecaondernemer Willem van Steensel (8) en politicus Dorus Daris (6a).
In 2018 is de aanbouw verbouwd. Hierin is sindsdien een Bed & Breakfast gevestigd onder de naam "het Gindrahuis".